# 9117 Ауда
9117 Ауда (9117 Aude) — астероїд головного поясу, відкритий 27 березня 1997 року.
Тіссеранів параметр щодо Юпітера — 3,473.